# Molenhoek (Overijssel)
 Molenhoek  is een buurtschap in de gemeente Steenwijkerland, in de Nederlandse provincie Overijssel.
De buurtschap is gelegen in de Kop van Overijssel tussen Steenwijkerwold en Basse.